# سارة مورغان
سارة مورغان (بالإنجليزية: Sarah Morgan)‏ (1948 في المملكة المتحدة)؛ كاتِبة، ممرضة وروائية أمريكية-بريطانية.